# Carlo Montarsolo
Carlo Montarsolo (Terni, 29 maggio 1922 – Roma, 23 luglio 2005) è stato un pittore italiano.

## Biografia e attività artistica
Fratello di Paolo Montarsolo, celebre basso, umbro ma napoletano di adozione, era ufficiale dell'Aeronautica militare.
Alternò momenti di destrutturazione delle immagini, ingarbugliate e frantumate a tal punto da dar vita ad un «iconismo balbettante», a momenti di maggior capacità di scandire l'immagine nello spazio e darle una dimensione luministica più definita. Il suo stile era grafico, se non calligrafico, sull'onda di alcune opere di Jasper Johns esposte alla Biennale del 1964.
È stato presente a tutte le edizioni della Quadriennale di Roma dal 1951 al 1973. Nel 1963 una sua opera venne esposta alla mostra Contemporary Italian Paintings, allestita in alcune città australiane. Un suo dipinto (Natura morta con oggetti antichi, 1961) appartiene alla raccolta Battolini esposta al Centro d'arte moderna e contemporanea della Spezia. 
Nel periodo 1968-1974 Montarsolo partecipa a quasi tutte le competizioni nazionali, vincendone diverse e tra le altre ottenendo il 1º Premio per l’Arte Sacra dell’Istituto Antoniano di Bologna (1969). Nel 1970 vince anche il 1º Premio assoluto di “Villa San Giovanni”. Viene quindi sempre invitato ad esporre ad ogni Quadriennale a Roma, alle Biennali di Venezia, alla Biennale Internazionale del Mediterraneo e successivamente a Melbourne, New York e Sydney quale rappresentante della pittura italiana dietro segnalazione della Quadriennale di Roma. 
Per i suoi meriti artistici e culturali nel 1968 viene insignito dal Capo dello Stato della “Commenda al merito artistico della Repubblica”.
Dal 1975 Montarsolo viene spesso invitato dagli Istituti Italiani di Cultura delle due Americhe ad esporre le sue opere e a tenere seminari e conferenze sull’arte moderna ed inizia così la sua attività di divulgatore culturale. Con l’aiuto e la sponsorizzazione delle rispettive Ambasciate Italiane, egli ripete la stessa esperienza in molte città europee quali Stoccolma, Helsinki, Monaco ed Amsterdam. 
Nel 1986 Raffaello Causa, Sovraintendente dei Beni Culturali Artistici e Storici di Napoli, propone di esporre le opere di Montarsolo in una personale mostra antologica al Museo di Villa Pignatelli di Napoli. È una meritata ricompensa per i felici risultati ottenuti sia in campo nazionale che internazionale. Nel 1993 ha fatto seguito la mostra personale presso l’Università Federico II di Napoli ove si era laureato. Titolo della mostra: “Immagini del Creato e Geometria delle Forme”. Altre sue mostre si tengono a Roma nel 1996 e nello stesso anno gli viene conferito a Gela (Sicilia) il prestigioso premio “Sileno d’oro” per la carriera, già assegnato negli anni precedenti a Renato Guttuso.
In continuità con le rassegne espositive e gli eventi culturali legati alla riscoperta di Carlo Montarsolo, nel 2022 viene realizzata una retrospettiva presso la Galleria Nazionale d'Arte Moderna e Contemporanea per approfondire la proficua produzione dell’artista nel centenario della nascita e in occasione della donazione del suo archivio. Oltre a quella romana, le retrospettive più recenti si sono tenute in Montenegro (Museo Nazionale di Cettigne, 2014), alla Spezia (Palazzina delle Arti, 2016), a San Francisco (Istituto Italiano di Cultura, 2018), a Napoli (Castel dell’Ovo, 2018), a Portici (Reggia, 2019) e in Armenia (Galleria Nazionale di Arte Moderna, Jerevan, 2020).